# Hellmut-Bredereck-Preis
Der Hellmut-Bredereck-Preis wird von der Hellmut-Bredereck-Stiftung verliehen und ist ein deutscher Wissenschaftspreis. Er ist mit 2.000 Euro dotiert (Stand 2013). Der Preis ist nach dem deutschen Chemiker Hellmut Bredereck (1904–1981) benannt und wurde 1995 von dessen Witwe bei der Gesellschaft Deutscher Chemiker eingerichtet. 1999 wurde der erste Preis verliehen.

## Stiftung
Die Hellmut-Bredereck-Stiftung ist eine unselbständige, gemeinnützige Stiftung zur Förderung der Wissenschaften und wird als Sondervermögen mit satzungsmäßiger Zweckbindung im Rahmen einer gemeinnützigen Stiftungsverwaltung der Gesellschaft Deutscher Chemiker geführt. Stiftungsträger und Treuhänder ist die Gesellschaft Deutscher Chemiker.
Die Stiftung möchte mit ihrem Preis junge Wissenschaftler fördern, die auf den ehemaligen Arbeitsgebieten von Hellmut Bredereck tätig sind. Diese liegen auf dem Gebiet der organischen und bioorganischen Chemie mit Schwerpunkt Kohlenhydrate wie auch Heterecyclen, Proteine und Nucleotide. Die Förderung erfolgt durch Vergabe einer Urkunde und eines Geldpreises, der meist in zweijährigem Abstand vergeben wird. Die Förderung kann auch durch Vergabe von Stipendien oder Forschungszuschüssen erfolgen.
Ein Beirat, der sich aus (Stand 2022) drei Wissenschaftlern und einem Mitglied der Familie der Stifterin Elisabeth Bredereck zusammensetzt, entscheidet über den Preisträger und die Art der Vergabe. Zum Beirat gehören (Stand 2022) Karl Bredereck (Stuttgart), Christian Stark (Hamburg), Oliver Seitz (Berlin) und Ulf Diederichsen (Göttingen).

## Preisträger
- 1999 Ulf Diederichsen, München
- 2005 Hans-Achim Wagenknecht, München
- 2009 Jörg S. Hartig, Konstanz
- 2011 Christoph Arenz, Berlin
- 2013 Claudia Höbartner, Göttingen
- 2015 Daniel Summerer, Konstanz